# Madagaskars provinser
Madagaskar var från 1946 till 2009 uppdelat i till viss del självstyrande provinser (faritany mizakatena). Under oktober 2009 förlorade provinserna enligt en författningsändring sitt självstyre till regionerna, som förut var underordnade provinserna.
Madagaskars sex provinser var:
1. Antananarivo
2. Antsiranana (Diego-Suarez)
3. Fianarantsoa
4. Mahajanga
5. Toamasina (Tamatavy)
6. Toliara

## Historia
Madagaskars provinser bildades 1946 under det franska styret, men förblev de samma även efter självständigheten. Från början delades landet endast in i fem provinser, medan Antsiranana, det vill säga den sjätte, tillkom senare.
Under den nya konstitutionen 1992 avgjordes att landet genom decentralisering skulle fördela makten mellan mindre områden över landet. Dock nämndes inte mycket om vad detta skulle innebära, utan överläts till att specificeras i lagar. Alternativ till dessa mindre delar av landet föreslogs men provinserna nämndes inte alls. Det var först 1998 som dåvarande president Didier Ratsiraka utarbetade det hela till att makten skulle tilldelas provinserna. 2000 verkställdes beslutet och de gamla provinserna blev "självstyrande provinser" (faritany mizakatena). Motivationen var att decentralisera makten och skapa en federal stat, men kritiker menar att presidenten ville säkra sitt stöd bland provinserna. Under valet 2000,  då provinsernas styrande skulle väljas, vann också hans parti i alla provinser utom Antananarivo.
Vid presidentvalet 2001 vann Ratsirakas motståndare Marc Ravalomanana, vilket ledde till en maktstrid där de fem provinserna styrda av Ratsirakas parti stöttade den förlorande presidenten. Provinserna förklarade sig till och med självständiga från Madagaskar i protest. Den nya presidenten ersatte snart provinsernas styrande med delegater som lydde direkt under presidenten, vilket gjorde de "självstyrande provinserna" i stort sett avslutade.
Under 2004 grundades de nya regionerna och 2007 kom det officiella beslutet att provinsernas makt skulle avvecklas och tillfalla regionerna. Avvecklingen skedde under en tidsperiod av 30 månader och regionerna tog officiellt över i oktober 2009.

## Övrigt
Provinserna var namngivna utifrån sina respektive huvudstäder.
| Provins      | Huvudstad    | Invånare  | Yta (km²) |
| ------------ | ------------ | --------- | --------- |
| Antananarivo | Antananarivo | 5 370 900 | 58 697    |
| Antsiranana  | Antsiranana  | 1 291 100 | 43 406    |
| Fianarantsoa | Fianarantsoa | 3 730 200 | 103 27    |
| Mahajanga    | Mahajanga    | 1 896 000 | 150 023   |
| Toamasina    | Toamasina    | 2 855 600 | 71 911    |
| Toliara      | Toliara      | 2 430 100 | 161 405   |

Notering: Tabellen ovan innehåller uppgifter från 2006.